# Tân Tiến, Hưng Hà
Tân Tiến là một xã của huyện Hưng Hà, tỉnh Thái Bình, Việt Nam.

## Thông tin địa lý
Xã Tân Tiến nằm ở phía Nam sông Luộc, gần ngã ba sông Luộc với sông Tiên Hưng. Tân Tiến giáp xã Tống Trân, huyện Phù Cừ, tỉnh Hưng Yên ở phía Bắc (đối diện với Tống Trân qua sông Luộc). Phía Tây giáp xã Hòa Tiến, phía Nam giáp thị trấn Hưng Hà, phía Đông Nam và Đông giáp các xã Thống Nhất, Đoan Hùng (ranh giới là sông Tiên Hưng). Tân Tiếngồm các làng Nham Lang (ngã ba sông Luộc-Tiên Hưng),làng Buộm, làng Rẫy. Những làng này, vào thời phong kiến, gọi là các xã thuộc tổng Hiệu Vũ (tức Hồng Vũ) huyện Hưng Nhân phủ Tiên Hưng trấn Sơn Nam Hạ.